# Сферни координатни систем
У математици, сферни координатни систем је координатни систем за представљање тела у три димензије коришћењем три координате: удаљеност тачке од фиксиране нулте тачке координатног система, зенит, угао који права која спаја тачку са координатним почетком заклапа са позитивним делом z-осе, и азимут, угао који заклапа пројекција праве на xy-раван са позитивним делом x-осе.

## Нотација
Постоји неколико различитих конвенција за представљање ове три координате. У Сједињеним Државама се координате обично означавају са (ρ, φ, θ) за радијалну дистанцу, зенит и азимут. У другим крајевима света су зенит и азимут замењени, и координате су (ρ, θ, φ). Први начин има предност да је сличнији дводимензионом поларном координатном систему и тродимензионом цилиндричном координатном систему, а други начин је географски раширенији. Друге нотације користе r за радијалну раздаљину. Пре коришћења формула и једначина из неке литературе, увек је неопходно проверити коју је нотацију користио аутор. Овај чланак користи америчку нотацију.

## Дефиниција
Три координате (ρ, φ, θ) су дефинисане као:
- ρ ≥ 0 је раздаљина од нулте тачке до дате тачке P.
- 0 ≤ φ ≤ 180° угао који заклапа позитивни део -осе са правом која пролази кроз нулту тачку и P.
- 0 ≤ θ ≤ 360° је угао који заклапа позитивни део -осе са правом која пролази кроз нулту тачку и тачку P пројектовану на xy-раван.

φ се назива зенитом, а θ се назива азимутом.
φ и θ нису од значаја када је ρ = 0 а θ није од значаја када је sin(φ) = 0 (у φ = 0 и φ = 180°).
Како би се нацртала тачка ако су познате њене сферне координате, потребно је прећи ρ јединица од почетка координатног почетка дуж позитивног дела z-осе, заротирати за угао φ око y-осе у правцу позитивне x-осе, и заротирати за угао θ око z-осе у правцу позитивне y-осе.

## Конверзије координатних система
Сферни координатни систем је само један од многих тродимензионих координатних система, тако да постоје једначине за конверзију из сферних координата и осталих, и обратно.

### Правоугли координатни систем
Три сферне координате се из правоуглих координата добијају на следећи начин:
{\displaystyle {\rho }={\sqrt {x^{2}+y^{2}+z^{2}}}}
{\displaystyle {\phi }=\arccos \left({\frac {z}{\sqrt {x^{2}+y^{2}+z^{2}}}}\right)}
{\displaystyle {\theta }=\arctan \left({\frac {y}{x}}\right)}
Обратно, правоугле координате се из сферних добијају овим једначинама:
{\displaystyle {x}=\rho \,\sin \phi \,\cos \theta \quad }
{\displaystyle {y}=\rho \,\sin \phi \,\sin \theta \quad }
{\displaystyle {z}=\rho \,\cos \phi \quad }

### Географски координатни систем
Географски координатни систем је алтернативна верзија сферног координатног система, која се углавном користи у географији мада има примене и у математици и физици. У географији, ρ се обично изоставља или се уместо ове вредности користи надморска висина.
Ширина {\displaystyle {\delta }\,} је комплемент зенита, и може се добити као:
{\displaystyle {\delta }=90^{\circ }-\phi }, или
{\displaystyle {\phi }=90^{\circ }-\delta },
мада се ширина обично представља и са φ. Ово представља угао који почиње од xy-равни, са доменом -90° ≤ φ ≤ 90°. Дужина се мери у степенима источно или западно од 0°, па је њен домен -180° ≤ θ ≤ 180°.

### Цилиндрични координатни систем
Цилиндрични координатни систем је тродимензионо проширење поларног координатног система, h координатом која описује висину изнад или испод xy-равни. Три координате су (r, θ, h).
Сферне координате се могу претворити у цилиндричне координате једначинама:
{\displaystyle {\rho }={\sqrt {r^{2}+h^{2}}}}
{\displaystyle {\theta }=\theta \quad }
{\displaystyle {\phi }=\arctan {\frac {r}{h}}}
Цилиндричне координате се могу претворити у сферне следећим једначинама:
{\displaystyle r=\rho \sin \phi \,}
{\displaystyle \theta =\theta \,}
{\displaystyle h=\rho \cos \phi \,}

## Примене
Географски координатни систем примењује два угла сферног координатног система како би изразио локације на Земљи, називајући их географском ширином и географском дужином. Као што је дводимензиони правоугаони координатни систем користан у равни, дводимензиони координатни систем је користан на површини сфере. У оваквом систему, сфера је узета као јединична сфера, па се њен полупречник обично може игнорисати. Ово поједностављење може бити веома корисно када се ради са објектима као што је матрица ротације.
Сферни координатни систем има нарочиту примену у сферној астрономији, где се пројекцијама небеских тела на небеску сферу додељују координате зависно од координатног система који се користи (Хоризонтски координатни систем, Екваторски координатни систем)
Сферне координате су корисне за анализирање система који су симетрични у односу на тачку; сфера која у правоуглом систему има једначниу  у сферним координатама има врло једноставну једначину: ρ = c. Пример је решавање тројног интеграла чији домен је сфера.
Сферне координате су природне координате за описивање и анализирање физичких ситуација где постоји сферна симетрија, као што је поље потенцијалне енергије које окружује сферу (или тачку) која има масу или наелектрисање.
Још једна примена је ергономски дизајн, где је {\displaystyle {\rho }} дужина руке мирујуће особе, а углови описују правац у коме су испружене руке.
Концепт сферних координата се може проширити у вишедимензионе просторе, и координате се тада називају хиперсферним координатама.